# La Bazoge (Sarthe)
 La Bazoge  es una población y comuna francesa, situada en la región de Países del Loira, departamento de Sarthe, en el distrito de Le Mans y cantón de Le Mans-Nord-Ouest.

## Demografía
| 1291 | 1319 | 1795 | 2366 | 2745 | 2860 |
| Para los censos de 1962 a 1999 la población legal corresponde a la población sin duplicidades (Fuente: INSEE [Consultar]) |      |      |      |      |      |